# Бой под Скалой
Бой под Скалой — сражение произошло 21 февраля (5 марта) 1863 год между польскими мятежниками под командованием генерала Мариана Лангевича и полковника Антония Езераньского и регулярными войсками под командованием майора Штонзенвальда в ходе Январского восстания.

## Предыстория
После поражения под Малогощем отряды повстанческого генерала Лангевича стали экстренно отступать на юг, в Малопольское воеводство, чтобы уйти в Австрийскую Галицию.
В ночь на 19 февраля (3 марта) 1863 год конный авангард мятежников из отряда генерала Лангевича, составляющий примерно 200 человек, среди которых был и сам Лангевич, под командованием французского майора-наемника (по польским данным — добровольца) Нарцисса Фигиетти без боя занял замок «Пескова Скала».
Однако уже в ночь на 20 февраля (4 марта) они были выбиты оттуда и были вынуждены уйти на юго-восток к местечку Скала. На окраинном кладбище местечка уже был расквартирован отряд из 400 солдат русских регулярных войск под командованием майора Штонзенвальда. Лангевичем и его заместителем Езераньским было принято решение атаковать лагерь регулярных войск, разгромить его и продолжить отступление.

## Бой
В ночь на 21 февраля (5 марта) 1863 год мятежники с нескольких сторон атаковали лагерь регулярных войск на местном кладбище. Атака была удачной, благодаря эффекту неожиданности (регулярным войскам по неизвестной причине не было сообщено о направлении в их сторону значительной мятежной группы), и подавляющему численному превосходству.
По польской версии событий, в ходе ожесточенного трехчасового боя регулярные войска, потеряв убитыми, ранеными и пленными 73 человека, были вынуждены в спешке начать отступление из Скалы на север, в направлении Мехува, откуда ранее пришли, завершив бой в пользу повстанцев.
Однако по русским данным бой закончился тем, что атака повстанцев была отражена, и они отступили. Русские войска простояли на месте до 8 утра, после чего вернулись в Мехув.

## Последствия
По польским данным отряд регулярных войск потерял 28 человек убитыми, ещё 37 ранеными, и 8 пленными (все раненые, из которых 2 — штабс-капитан Бороздин и рядовой, в течение 4 дней умерли от ран), и беспорядочно бежал с поля сражения. Потери мятежников составили 24 убитых и 23 раненых. Среди убитых был и активный участник восстания Андрей Потебня. По другим данным, он был убит днём ранее в предыдущем сражении.
По русским данным потери регулярной армии составили всего 1 убитый и 7 раненых, в то время как повстанцы потеряли 48 человек.